# تمويل مباشر

تدفق الأموال من المقرض إلى المقترض

التمويل المباشر هو طريقة للتمويل، يقترض فيها المقترضون الأموال مباشرةً من السوق المالية دون استخدام خدمة من طرفٍ ثالث، مثل الوسيط المالي. وهذا يختلف عن التمويل غير المباشر حيث يأخذ الوسيط المالي الأموال من المقرض بسعر فائدة ويقرضها للمقترض بسعر فائدة أعلى. عادةً ما يجري التمويل المباشر عن طريق بيع المقترضين للأوراق المالية و/أو الأسهم لجمع الأموال والتحايل على سعر الفائدة المرتفع للوسيط المالي (البنوك). يمكننا اعتبار المعاملات كتمويل مباشر، حتى في حالة وجود وسيط مالي، في حال لم تحدث أي عملية تحويل للأصول. ومن الأمثلة على ذلك الأسرة التي تشتري سندًا حكوميًا صدر حديثًا من خلال خدمات وسيط/سمسار، عندما يبيع الوسيط/السمسار السند في حالته الأصلية. ومن الأمثلة الأخرى الجيدة للتمويل المباشر، الشركة التي تشتري مباشرةً أوراقًا تجارية تم إصدارها حديثًا من كيان تجاري آخر.
التمويل المباشر هو حجر الزاوية في الأسواق المالية، حيث يمكن للمقترضين التواصل مباشرة مع المقرضين دون الحاجة إلى وسطاء مثل البنوك. تُسهم هذه العملية في تخصيص رأس المال بكفاءة من خلال السماح للكيانات والجهات المختلفة بإصدار الأوراق المالية، مثل الأسهم والسندات، مباشرة للمستثمرين. ومن خلال تجاوز الوسطاء، يقلل التمويل المباشر من تكاليف المعاملات، ويعزز الشفافية، ويوفر منصة لاكتشاف الأسعار، حيث تحدد قوى السوق قيمة الأوراق المالية.
على عكس التمويل غير المباشر، الذي يعتمد على الوسطاء الماليين لتحويل الأصول، يتضمن التمويل المباشر أن يُصدر المقترضون أدوات مالية بشكلها الأصلي. على سبيل المثال، يمكن للشركات أن تصدر سندات مباشرة للمستثمرين، ما يبسط عملية التمويل، لكنه يتطلب من المشاركين التعامل مع تعقيدات السوق بشكل مستقل.
يلعب التمويل المباشر دورًا حيويًا في تعزيز كفاءة السوق والسيولة. من خلال تسهيل المعاملات المباشرة، يقلل من الاعتماد على الوسطاء ويدعم الأنظمة المالية الشفافة. ومع ذلك، فإن هذا النهج يتطلب وجود أسواق قوية ومشاركين مطلعين على دراية تامة للتعامل مع المخاطر المحتملة، مثل حالات التخلف عن السداد. فعلى سبيل المثال، يُعد إصدار السندات الحكومية للأسر أو سندات الشركات للمستثمرين المؤسسيين مثالًا على قدرة التمويل المباشر على توليد رأس المال ودعم النمو الاقتصادي.
يعتبر التمويل المباشر جزءًا لا يتجزأ من عمل الأسواق المالية. فهو يعزز الكفاءة والشفافية والاستقرار الاقتصادي من خلال تمكين وإتاحة الاتصال المباشر بين المدخرين والمقترضين. ومن خلال تقليل تكاليف المعاملات إلى الحد الأدنى وتعزيز السيولة، يؤكد التمويل المباشر على أهمية المشاركين المطلعين في السوق والأسواق المالية المصممة بشكل جيد في تشكيل النتائج الاقتصادية.